# Саутерн, Клара
Клара Саутерн (англ. Clara Southern; 1861—1940) — австралийская художница, представитель Гейдельбергской школы.

## Биография
Родилась 3 октября 1861 года в городе Кайнтон австралийского штата Виктория в семье  John Southern и его жены Jane (урождённая Elliott), оба из Англии.
Училась живописи в школе National Gallery of Victoria Art School у Фредерика Мак-Каббина и Джорджа Фолингсби. Находясь в Мельбурне, она с 1888 года делила студию с Джейн Сазерленд в здании Grosvenor Chambers, построенном специально для художников. К 1908 году она основала художественное сообщество молодых художников-пейзажистов из города Warrandyte в местечке Ярра в 30 километрах от Мельбурна. Членами сообщества были художники Penleigh Boyd и Harold Herbert.

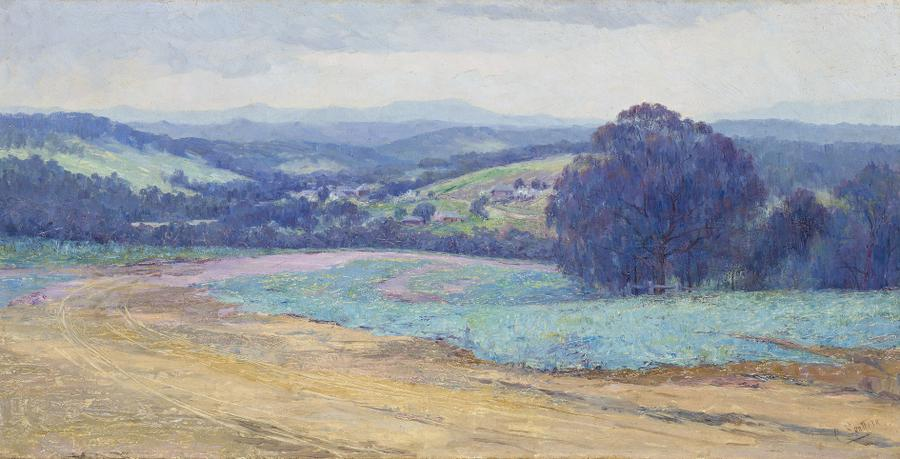
Картина The Road to Warrandyte, 1905 год

9 ноября 1905 года Клара Саутерн вышла замуж за Джона Флинна (John Arthur Flinn), вместе они построили коттедж, а затем и художественную студию в студию в городе Blythe Bank. Даже после того, как она вышла замуж и сменила фамилию, Клара продолжала выставляться под своим собственным именем.
Художница была членом Викторианского общества художников и ассоциации Australian Art Association, а также обществ Melbourne Society of Women Painters and Sculptors, Twenty Melbourne Painters Society Inc и ассоциации Lyceum Club.
Клара Саутерн была высокой с рыжеватыми волосами женщиной и за свою физическую гибкость получила прозвище «Пантера».
Умерла 15 декабря 1940 года в Мельбурне.